# Burot (impost)

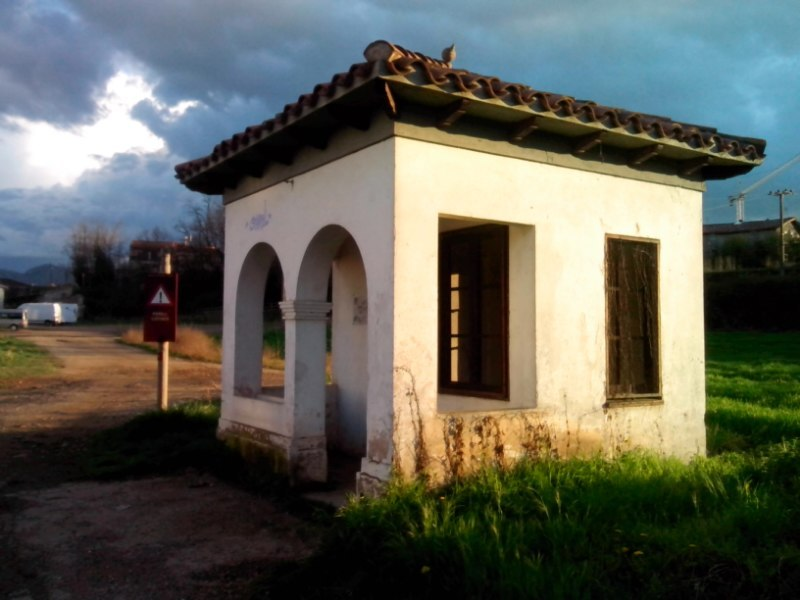
Una de les cases de burots d'Olot, situada a l'entrada del poble

El burot era un funcionari municipal encarregat de cobrar els drets d'entrada de certs articles, normalment queviures, a l'entrada de pobles i ciutats, durant el segle xix i fins als 1960. Per extensió, també s'anomenava burot a l'oficina a l'entrada d'una població on els susdits funcionaris cobraven aquest impost. Normalment aquestes oficines es trobaven al costat dels camins principals o a les entrades dels pobles o ciutats.